# Уреаза

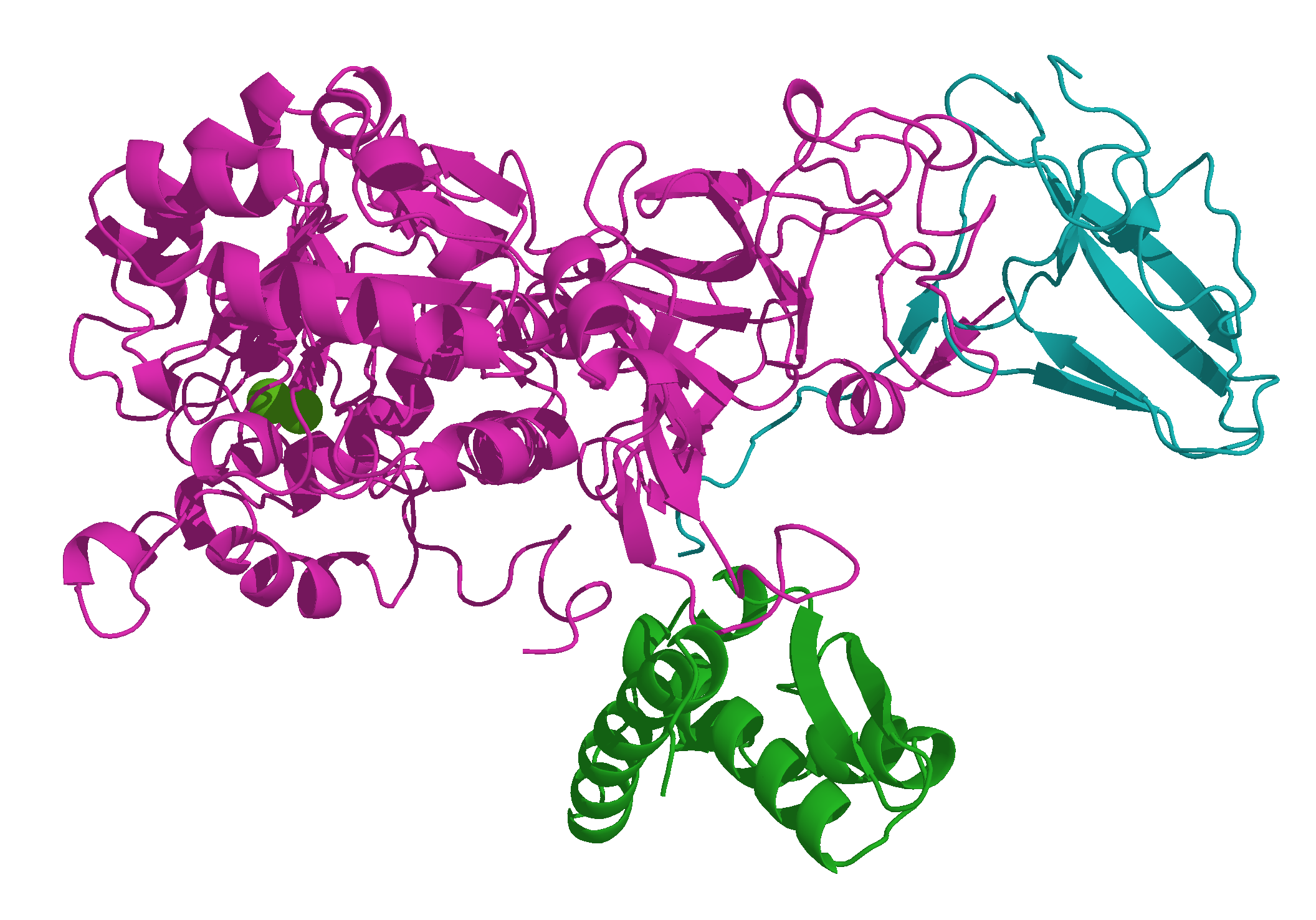
Уреаза Klebsiella aerogenes

Уреа́за (від грец. ούρον — сеча), карбамід-аміногідролаза, К.Ф.3.5.1.5 — гідролітичний фермент з групи амідаз, характеризується специфічною властивістю каталізувати гідролітичне розщеплення сечовини на вуглекислоту і амоніак:
CO(NH2)2 + 2H2O = H2O + CO2 + 2NH3
При кімнатній температурі одна молекула уреази може розкласти 300000 молекул сечовини. Без каталізатора на цей процес могло б піти 3 млн років.
Уреаза виявлена в бактеріях, в насінні багатьох рослин, особливо сої, а також у низки безхребетних тварин. В організмі безхребетних тварин, у яких в результаті азотистого обміну утворюється сечовина, уреаза відсутня.
Уреаза — це набагато ширше визначення підклассу ферментів, здатних здійснювати перетворення групи атомів -С=NH(NH2) у сечовину. Наприклад, гідролітичне розщеплення аргініну.